# Hermann von Koblinski
Benno Hermann Gustav von Koblinski (* 12. April 1817 in Druse, Landkreis Glogau; † 2. September 1880 in Berlin) war ein preußischer Generalleutnant.

## Leben

### Herkunft
Hermann war ein Sohn des preußischen Rittmeisters Wilhelm von Koblinski (1787–1857) und dessen Ehefrau Renate Jeanette, geborene Lucas (1790–1864). Sein Bruder Heinrich von Koblinski (1810–1895) wurde ebenfalls Generalleutnant.

### Militärkarriere
Koblinski besuchte das Gymnasium in Züllichau sowie die Kadettenhäuser in Potsdam und Berlin. Anschließend wurde er am 14. August 1834 als Portepeefähnrich dem 37. Infanterie-Regiment der Preußischen Armee überwiesen und avancierte bis Mitte April 1835 zum Sekondeleutnant. Er kam am 1. Oktober 1839 als Adjutant in das 5. kombinierte Reserve-Bataillon in Posen. Von dort wurde er am 1. Oktober 1842 als Erzieher in das Kadettenhaus nach Kulm versetzt. Anschließend wurde er von 6. August 1844 bis zum 30. September 1847 zur weiteren Ausbildung an die Allgemeine Kriegsschule kommandiert. In Anschluss daran war er vom 1. Oktober 1847 bis zum 22. Juni 1852 als Regimentsadjutant eingesetzt. In der Zeit wurde er am 24. Juni 1848 zum Premierleutnant und am 22. Juni 1852 zum Hauptmann befördert. Vom 27. Februar 1853 bis zum 20. November 1853 war er Landwehr-Bataillon des 37. Infanterie-Regiments in Attendorn. Am 1. Dezember 1853 kam er als Platzmajor in die Festung Mainz. Er wurde am 1. Oktober 1855 als Kompaniechef wieder in das 37. Infanterie-Regiment versetzt. Aber am 16. März 1858 wurde er in das 17. Infanterie-Regiment versetzt, kam aber als Adjutant der Kommandantur und Brigade zu Besatzung der Festung Luxemburg. Am 14. Juni 1859 zum Major ernannt, kam er am 1. Juli 1860 in das 17. Infanterie-Regiment, wo er Kommandeur des II. Bataillons wurde. Am 1. April 1863 wurde er Kommandeur des Füsilier-Bataillons des Regiments und am 30. Juli 1863 mit dem Komturkreuz II. Klasse des Ordens Philipps des Großmütigen mit Schwertern ausgezeichnet.
Er wurde am 25. Juni 1864 zum Oberstleutnant befördert und nahm als solcher in der Elbarmee am Deutschen Krieg teil, wo er in der Schlacht bei Königgrätz in Gefecht kam. Am 11. Juli 1866 wurde er Kommandeur 30. Infanterie-Regiments. Am 20. September 1866 erhielt er den Roten Adlerorden IV. Klasse mit Schwertern und die Beförderung zum Oberst. Im Vorfeld des Deutsch-Französischen Krieges wurde er am 18. Juli 1870 mit der Führung der 41. Infanterie-Brigade beauftragt. Während des Krieges kämpfte er bei Weißenburg und Wörth. Bei Wörth wurde ihm das Pferd unter dem Leib erschossen, durch den Sturz war er bis Januar 1871 verletzt. Bei der Belagerung von Paris konnte er aber noch das Eiserne Kreuz II. Klasse erwerben. Am 18. Januar 1871 wurde er zum Generalmajor befördert und als Kommandeur in die 41. Infanterie-Brigade versetzt, aber schon am 3. Juni 1871 kam er als Kommandeur in die 29. Infanterie-Brigade. Dort wurde er am 15. Oktober 1874 mit dem Charakter als Generalleutnant zur Disposition gestellt. Er starb am 2. September 1880 in Berlin.
Generalleutnant Kummer in seiner Beurteilung im Jahr 1870: Oberst von Koblinski ist ein guter durchgebildeter Offizier, der sein Regiment auf dem Exerzierplatz wie auf dem Terrain gut führt, auch gemischte Waffen richtig gebrauchen kann, wie er bei der diesjährigen Herbstübung der 16. Division, an der das Regiment teilnahm, bekundet hat. Er hat auch eine Brigade gut exerziert, und fehlt ihm nicht der Blick für größere Verhältnisse.

### Familie
Er heiratete am 6. Oktober 1846 in Berlin Karoline Oswald (1825–1912), die Tochter des Stadtwundarztes Johann Heinrich Konrad Oswald. Das Paar hatte mehrere Kinder:
- Eugen (1847–1911), preußischer Generalmajor
- Oskar Konrad Benno (* 1849)
- Max Hugo Alfred (1850–1870), Sekondeleutnant, gefallen bei Mars La Tour